# Syndicat National de l'Édition Phonographique
Syndicat national de l'édition phonographique (zkratka SNEP) je odborná organizace, hájící zájmy francouzského nahrávacího průmyslu. Byla založena v roce 1922 a tvoří ji 48 členských společností.
Do její kompetence spadá výběr a vyplácení licenčních poplatků za uvedení a vystoupení umělců, ochrana před porušováním autorských práv, kopírováním děl (včetně hudebního pirátství) a udělování stříbrných, zlatých a platinových desek a videí.
Sestavuje také oficiální francouzské hitparády nejlépe prodávajících hudebních nosičů.

## Významné milníky a úspěchy na singlovém žebříčku (1984–2008)

### Nejvíce hitů na 1. místě
| Počet | Umělec           | Skladby |
| ----- | ---------------- | --- |
| 8     | Mylène Farmer    | Pourvu qu'elles soient douces, Désenchantée, XXL, Slipping Away (Crier la vie), Dégénération, Appelle mon numéro, Si j'avais au moins..., C'est dans l'air |
| 5     | Céline Dion      | Pour que tu m'aimes encore, Je sais pas, The Reason / My Heart Will Go on, Sous le vent, Et s'il n'en restait qu'une (je serais celle-là)                  |
| 5     | Johnny Hallyday  | Tous ensemble, Marie, Mon Plus Beau Noël, La Loi du silence, Ça n'finira jamais                                                                            |
| 5     | Michael Youn     | Stach Stach, Le Frunkp, Fous ta cagoule, Mauvaise foi nocturne, Parle à ma main                                                                            |
| 4     | Elton John       | Sacrifice, Don't Let the Sun Go Down on Me, Can You Feel the Love Tonight, Something about the Way You Look Tonight / Candle in the Wind 1997              |
| 4     | Garou            | Belle, Seul, Sous le vent, La Rivière de notre enfance |
| 3     | Crazy Frog       | Axel F, Popcorn, We Are the Champions |
| 3     | François Feldman | Les Valses de Vienne, Petit Frank, Joy |
| 3     | Florent Pagny    | N'importe quoi, Savoir aimer, Ma Liberté de penser |
| 3     | Madonna          | La Isla Bonita, Don't Cry for Me Argentina, Hung Up |
| 3     | Michael Jackson  | Black or White, You Are Not Alone, You Rock My World |
| 3     | Shakira          | Whenever, Wherever, Hips Don't Lie, Beautiful Liar |